# Az aranytó
Az aranytó (eredeti cím: On Golden Pond) 1981-ben bemutatott amerikai filmdráma. Főszereplők Katharine Hepburn, Henry Fonda és Jane Fonda. A filmet Mark Rydell rendezte.

## Cselekmény
Norman Thayer professzor és felesége, Ethel negyvennyolc éve minden nyarukat az Aranytó partján töltik. A New England-i otthonuk tele van apró értékekkel, emlékekkel, amelyek mind kapcsolatban állnak az itt eltöltött kellemes idővel. Az idős házaspárt meglátogatja a lányuk, Chelsea, aki Európába készül nászútra, és erre az időre az öregekre szeretné hagyni a mostohafiát. Eleinte kezdeti ellenségeskedés alakul ki Norman és Billy között, de később szoros barátság veszi kezdetét. A visszatérő Chelsea megdöbbenve látja, hogy Billy olyan meghitt kapcsolatba került a szüleivel, amire ő egész életében csak vágyott.

## Szereplők
| Szerep                   | Színész            | Magyar hang       |
| ------------------------ | ------------------ | ----------------- |
| Ethel Thayer             | Katharine Hepburn  | Tolnay Klári      |
| Norman Thayer professzor | Henry Fonda        | Mensáros László   |
| Chelsea Thayer Wayne     | Jane Fonda         | Kiss Mari         |
| Billy Ray                | Doug McKeon        | Boros Zoltán      |
| Bill Ray                 | Dabney Coleman     | Tolnai Miklós     |
| Charlie Martin           | William Lanteau    | Dobránszky Zoltán |
| Sumner Todd              | Christopher Rydell | Szokol Péter      |
| Fiatal srác a mólón      | Troy Garity        |                   |